# Torre el Molinar (Xert)
La Torre el Molinar o Masia Fortificada Torreta del Molinàs, anomenada també Torreta del Molinar, o Torre del Molinar de Baix, és un complex format per una antiga Torre de sentinella i una masia d'ús agrícola fortificada, adossada a aquesta, que es troba pròxima a la carretera CN - 232, al seu pas pel terme municipal de Xert, a la comarca del Baix Maestrat.
Està catalogada com Bé d'Interès Cultural, presentant nombre d'anotació ministerial 28401, i amb data d'anotació 19 de gener de 2012, segons consta a la Direcció General de Patrimoni Artístic de la Generalitat Valenciana.

## Història
Xert és un terme municipal d'una antiga història, ja que en el seu territori, es conserven restes d'un important poblat de l'edat del bronze, l'anomenada '  Mola Murada ', que presenta un recinte fortificat amb restes d'habitacles al seu interior. Per la seva banda, el poble té origen  musulmà, i va haver de ser reconquistat, per les tropes cristianes de Jaume el Conqueridor a 1233. Es trobava en aquell moment sota la jurisdicció del castell de Cervera. Se li va concedir carta de poblament en 1235, i com va passar amb altres poblacions de la zona, va passar primer a ser propietat de l'Orde del Temple, per passar, posteriorment, a 1319, a l'Orde de Montesa fins al final dels senyorius, al segle xix.
En època de les Guerres Carlines, van tenir a la zona importants confrontacions, destacant la que va esdevenir l'any 1836.
Xert va comptar amb un nombre considerable de torres, tant sentinelles com de defensa, però d'elles tan sols quatre han arribat fins als nostres dies :  Torre de Sant Marc de la Barcella,  Torre d'En Roig, Torre de Comaro o dels Pepos i la Masia fortificada Torreta del Molinàs o Torre el Molinar.

## Descripció
La masia s'ubica, envoltada de pinars, en una petita lloma (a 650 metres d'altitud) al nord del raval d'Anroig a l'altre costat de la carretera cap a Morella. La masia està entre els barrancs del Molinas i del Juncar, i des d'ella es pot contemplar la Torre de Comaro o dels Pepos, la visual es troba a l'altre costat de la carretera.
Presenta planta rectangular de 4 x 7 metres de mesures. La fàbrica és de maçoneria, amb reforç de carreus a les cantonades. A més, presenta també merlets com a remat dels seus murs. Actualment està en estat de ruïna, de manera que tot i que es creu va haver de tenir almenys dos pisos, no té ni sostre ni forjats que puguin reforçar aquesta hipòtesi.
Com formava part d'un complex agrícola (ja que entre finals del segle xix i principis del segle XX se li va adossar, en el seu lateral orientat a l'oest, una masia), part de les seves instal·lacions es van utilitzar com colomar, la qual cosa es comprova per l'existència de les perforacions per a entrada de coloms i les pedres volades que es van col·locar pel repòs d'aquestes.
Per entrar a la Torre, s'utilitza una porta situada a la cara est, que actualment està tapida, procedint a obrir posteriorment una altra porta d'accés per la cara sud d'aquesta. Hi ha un aljub que ocupa la planta baixa, el que fa pensar que es construí posteriorment, per fer front a les necessitats d'aigua del nou nivell de la masia.
Quan es va construir la masia adossada a la torre original, es va aixecar una segona torre simètrica a la primera, presentant també merlets i un cos central que té l'accés a l'edifici mitjançant un arc de mig punt. Presenta un conjunt de finestres, dues a banda i banda de l'arc d'accés, rematades també en arcs de mig punt, i dues més a la part superior, aquestes últimes geminades.